# Theisseil
Theisseil è un comune tedesco di 1 228 abitanti, situato nel land della Baviera.